# ヘンリー・ラッセルズ (第6代ハーウッド伯爵)

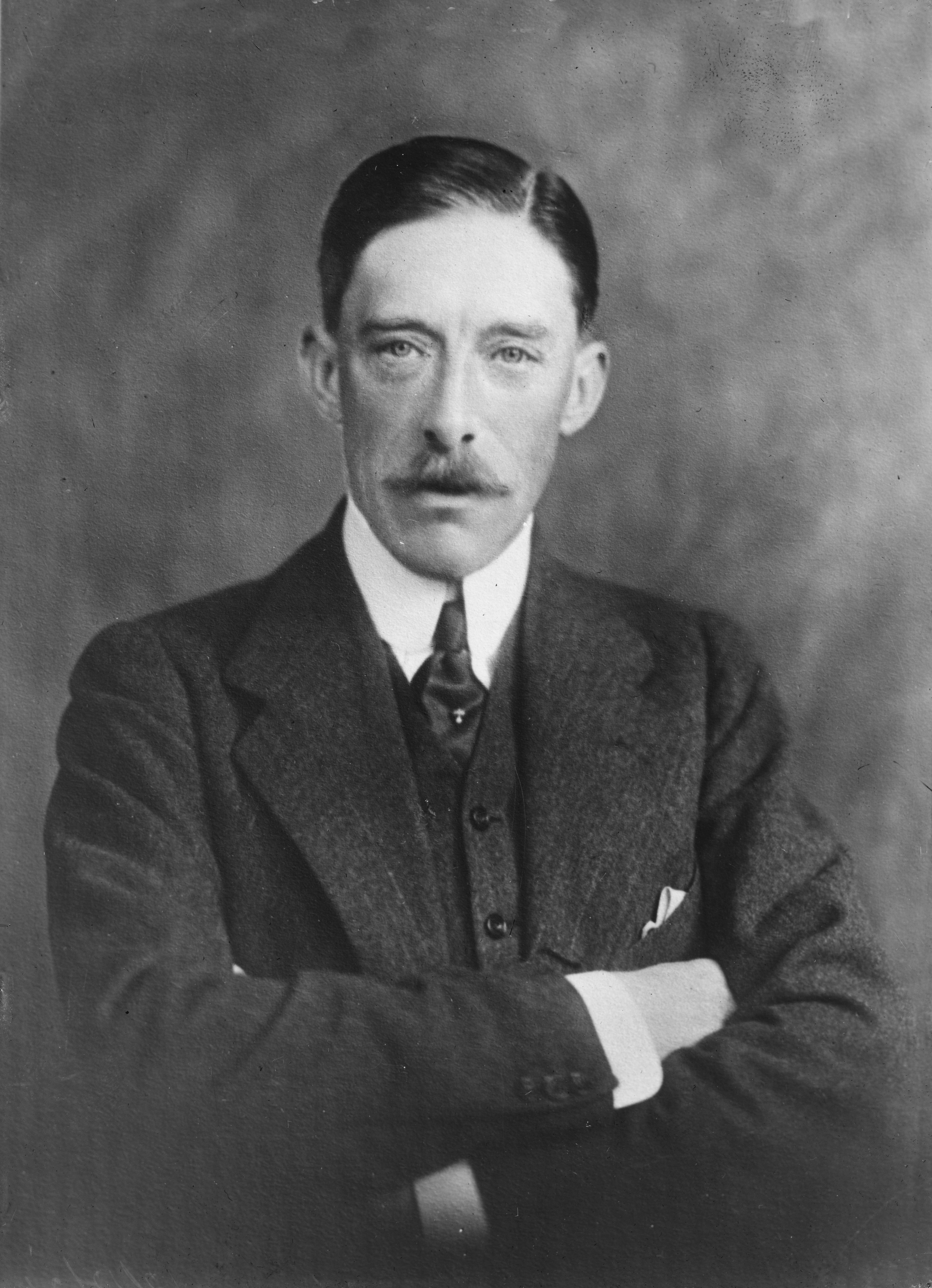
第6代ハーウッド伯爵ヘンリー・ラッセルズ

第6代ハーウッド伯爵ヘンリー・ジョージ・チャールズ・ラッセルズ（英語: Henry George Charles Lascelles, 6th Earl of Harewood, KG GCVO DSO TD、1882年9月9日-1947年5月23日）は、イギリスの貴族、陸軍軍人、政治家。
国王ジョージ5世の娘メアリー王女と結婚した貴族として著名。
父が爵位を継承する1892年以前はヘンリー・ラッセルズ閣下(The Honourable Henry Lascelles)、1892年から自身が爵位を継承する1929年まではラッセルズ子爵(Viscount Lascelles)の儀礼称号を使用した。

## 経歴
1882年9月9日、第5代ハーウッド伯爵ヘンリー・ラッセルズとその妻フローレンス(第3代ブラッドフォード伯爵オーランド・ブリッジマンの娘)の間の長男としてロンドンに生まれる。
サンドハースト王立陸軍大学を出て1902年2月にグレナディアガーズに入隊した。第一次世界大戦では国防義勇軍に少佐として従軍し、負傷して二度も殊勲者公式報告書に名前が載った。

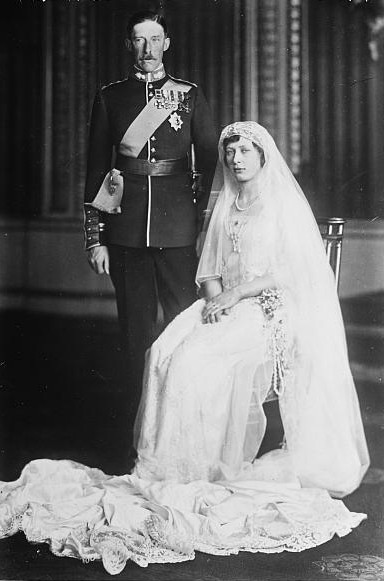
1922年のラッセルズ子爵とメアリー王女の結婚式

1922年2月28日には国王ジョージ5世の第3子メアリー王女とウェストミンスター寺院において結婚した。
1929年10月6日に父が死去し、第6代ハーウッド伯爵位を継承し、貴族院議員に列した。
1942年から死去までフリーメイソンのイングランド・連合グランドロッジのグランドマスターを務める。
1947年5月23日にリーズに近いハーウッド・ハウスで死去した。爵位は長男のジョージが継承した。

## 栄典

### 爵位
- 1929年10月6日、第6代ハーウッド伯爵(1812年創設連合王国貴族爵位)
- 1929年10月6日、第6代ラッセルズ子爵(1812年創設連合王国貴族爵位)
- 1929年10月6日、第6代ハーウッド男爵(1796年創設グレートブリテン貴族爵位)[1]

### 勲章
- 国防義勇軍勲章（英語版）(TD)
- 1918年、殊功勲章(DSO)
- 1922年、ガーター勲章ナイト(KG)
- 1934年、ロイヤル・ヴィクトリア勲章ナイト・グランド・クロス(GCVO)[1]

## 家族
1922年にジョージ5世の娘メアリー王女を妻に迎え、彼女との間に以下の2子を儲けた。
- 第1子(長男)ジョージ・ラッセルズ (1923-2011) ： 第7代ハーウッド伯爵
- 第2子(次男)ジェラルド・デイヴィッド・ラッセルズ（英語版） (1924-1998)